# Список умерших в 1394 году

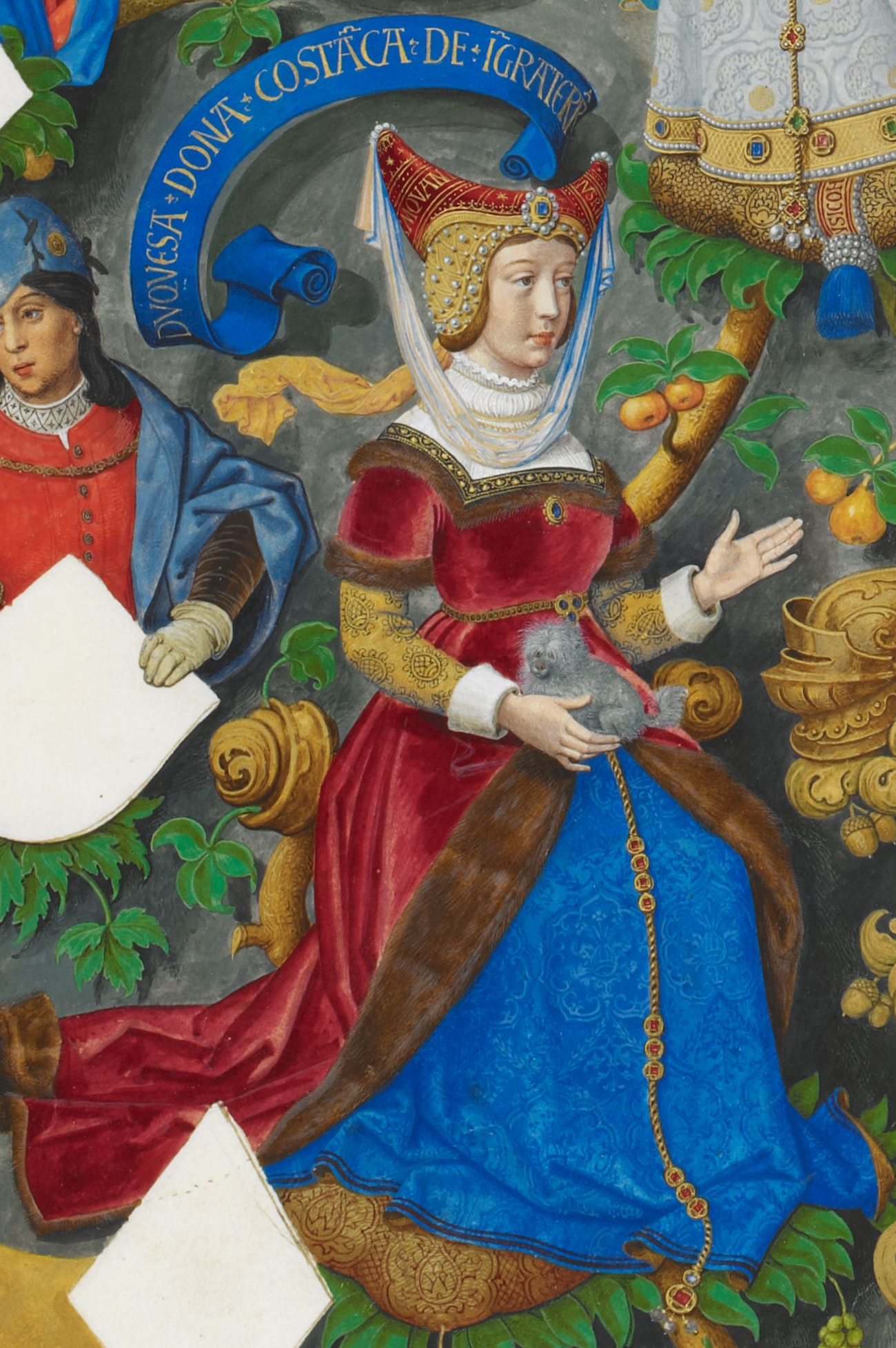
Констанция Кастильская, герцогиня Ланкастер

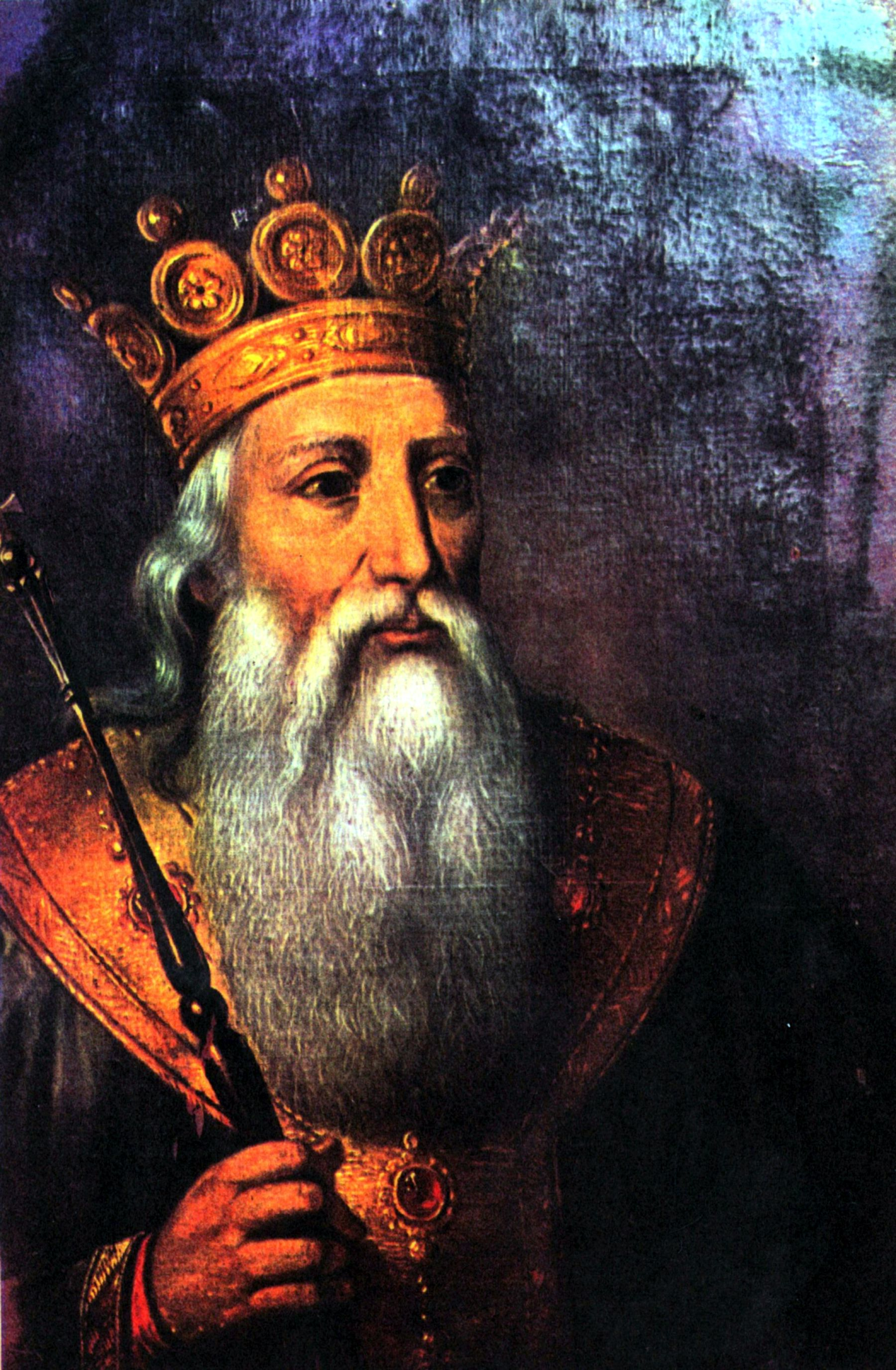
Роман I Мушат

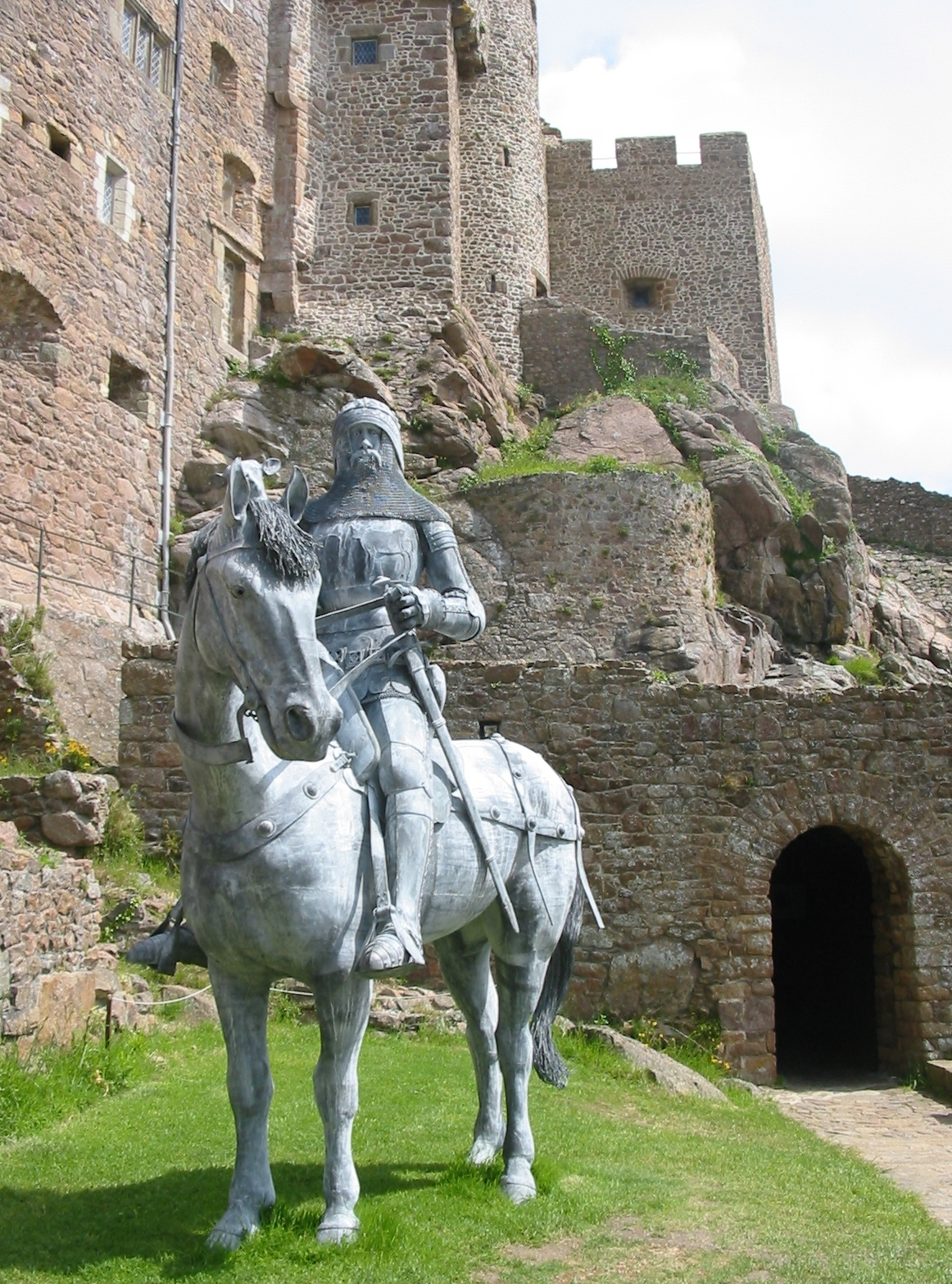
Хью Кавли

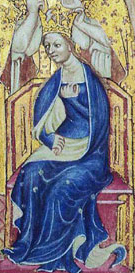
Анна Чешская

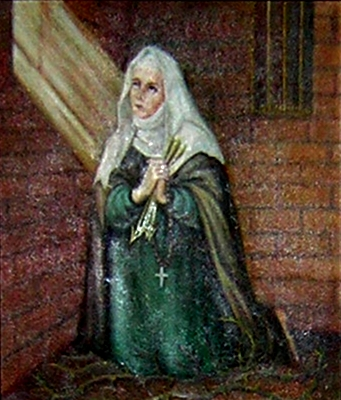
Доротея из Монтау

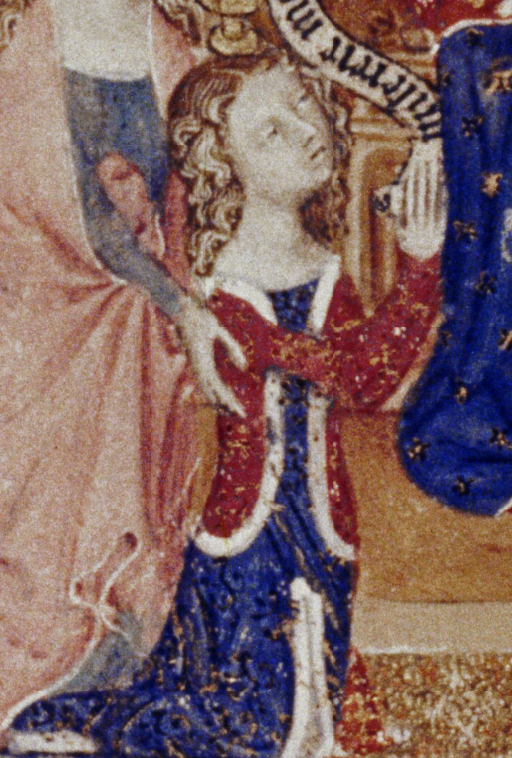
Мария де Богун

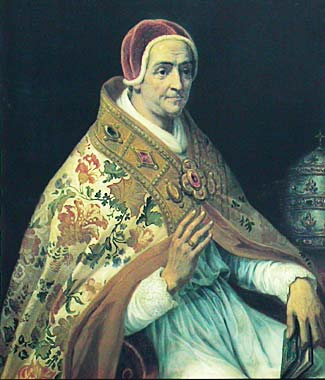
Климент VII

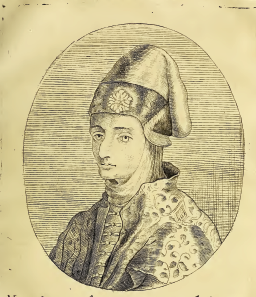
Нерио I

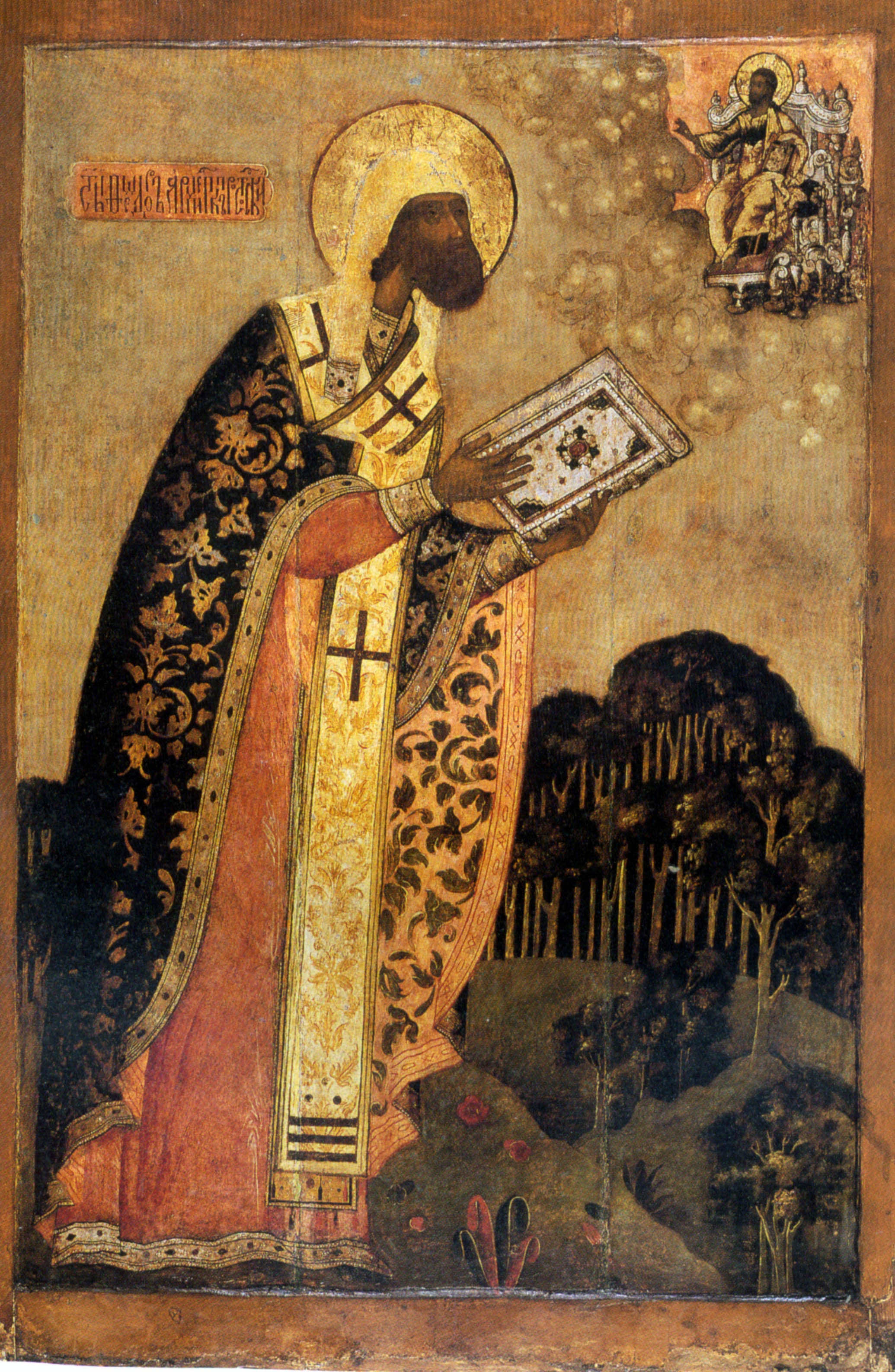
Феодор Симоновский

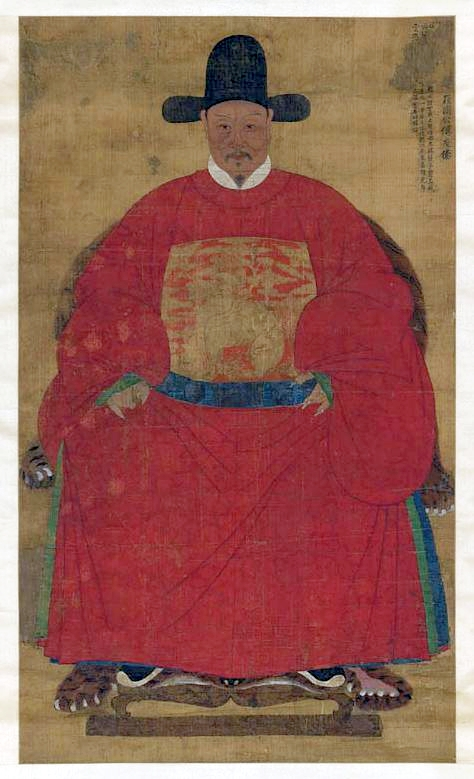
Фу Юдэ

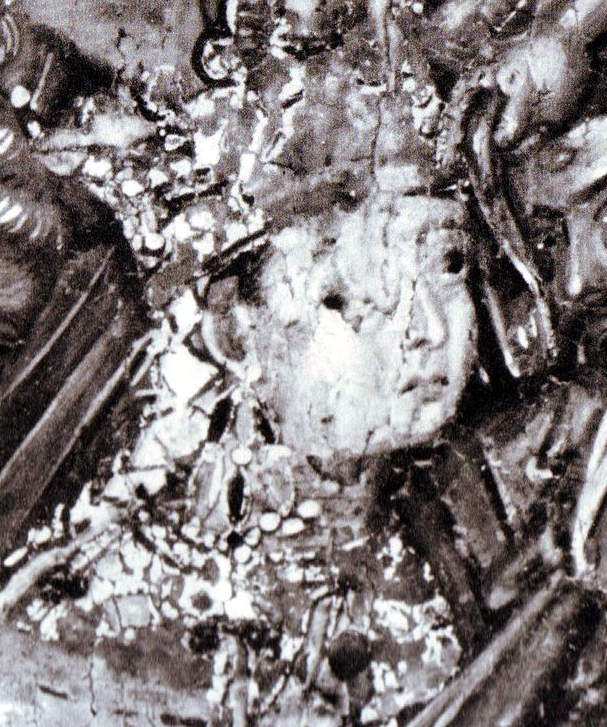
Мария Ангелина Дукена Палеологина

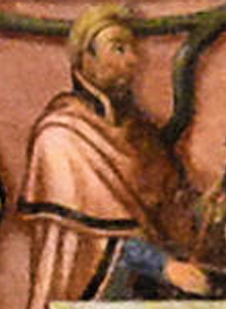
Вартислав VII

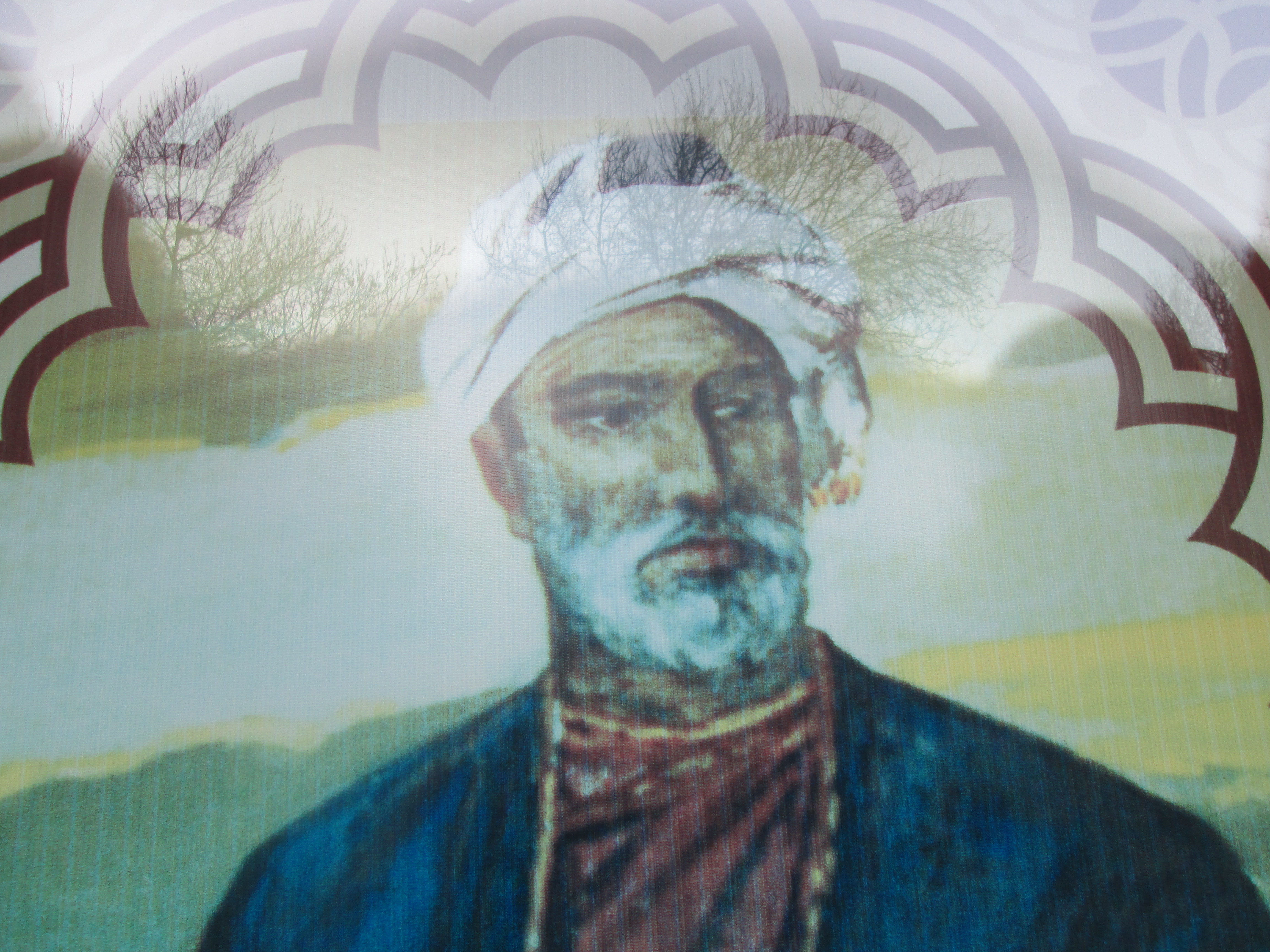
Наими

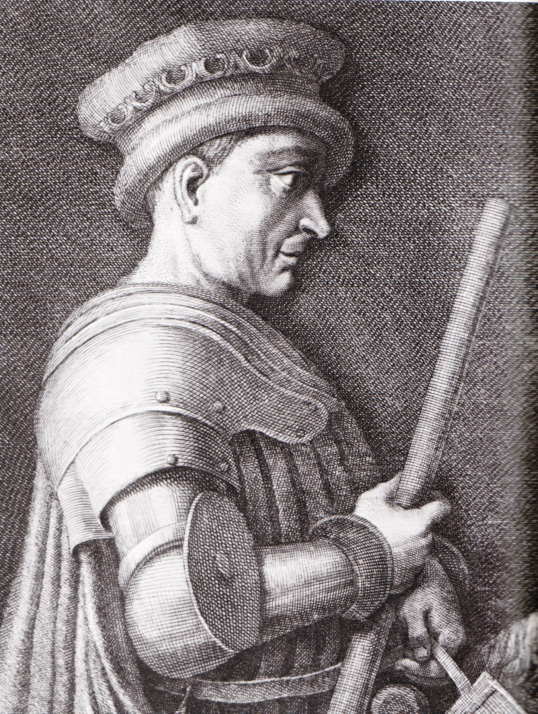
Джон Хоквуд

В этой статье представлен список известных людей, умерших в 1394 году.
См. также: Категория:Умершие в 1394 году 

## Январь
- 16 января — Умар-шейх — второй сын среднеазиатского правителя Тамерлана, полководец; погиб в бою

## Февраль
- 6 февраля — Франческо Морикотти Приньяни — итальянский куриальный кардинал, архиепископ Пизы (1362—1378), Декан Священной Коллегии Кардиналов (1381—1394), Вице-канцлер Святой Римской церкви (1385—1394), кардинал-священник с титулом церкви Сант-Эузебио (1378—1380), кардинал-епископ Палестрины (1380—1394).
- 11 февраля — Джон де Рос — 5-й барон де Рос (1384—1394).
- 22 февраля — Джон Деверё — первый барон Деверё (1384—1394), лорд-смотритель Пяти портов (1384–1392/3),  кавалер ордена Подвязки (1388).

## Март
- 3 марта или 4 марта — Болеслав IV Легницкий — князь Легницкий (1364—1394) (вместе с братьями); погиб на рыцарском турнире.
- 14 марта — Джон Хоквуд — итальянский кондотьер английского происхождения, командир Белой роты.
- 17 марта — Людовик д’Энгиен — граф Конверсано (1356—1394), титулярный герцог Афин, граф Бриенн и сеньор Энгиен (1381—1394).
- 24 марта — Констанция Кастильская — дочь короля Кастилии и Леона Педро I, герцогиня-консорт Ланкастерская (1371—1394) как жена Джона Гонта, претендентка на трон Кастилии и Леона (1369—1388).
- Роман I Мушат — господарь  Молдавского княжества (1391, 1392—1394)

## Апрель
- 23 апреля — Хью Кавли — английский рыцарь, участник Столетней войны.

## Май
- 17 мая — Конъян (49) — 34-й ван корейского государства Корё (1389—1392), последний ван династии Корё; свергнут и затем казнён.

## Июнь
- 7 июня — Анна Чешская (28) — дочь императора Священной Римской империи Карла IV, королева-консорт Англии (1382—1394), первая жена короля Ричарда II умерла от чумы.
- 13 июня — Вартислав VI «Одноглазый» — герцог Вольгастский (1363—1375, 1393—1394), Рюгенский (1368—1394) и Бартский (1378—1394).
- 25 июня — Доротея из Монтау (47) — провидица Пруссии, святая католической церкви.

## Июль
- 4 июля — Мария де Богун, дочь Хамфри де Богуна, 7-го графа Херефорда, жена будущего короля Англии Генриха IV, мать будущего короля Генриха V.
- 9 июля  — Микулаш III Опавский — князь Ратиборско-опавский (1365—1377), князь Глубчицкий (1377—1394).
- 29 июля — Рупрехт фон Берг — претендент на епископство Пассау (1387—1393), епископ Падерборна (с 1389).

## Август
- 15 августа — Янош Хорват — хорвато-венгерский дворянин, бан Мачвы (1376—1381, 1385—1386).
- 27 августа — Император Тёкэй — император Японии (1368—1383)

## Сентябрь
- 7 сентября — Адольф III  — епископ Мюнстера (1357—1363), архиепископ Кёльнский (1363), граф Клевский (под именем Адольф I) (с 1368), граф Марка (1391—1393).
- 16 сентября — Климент VII — антипапа (1378—1394), первый антипапа Великого западного раскола
- 25 сентября — Нерио I — флорентийский аристократ, герцог Афинский (1387—1394).

## Ноябрь
- 28 ноября — Феодор III — архиепископ Ростовский (1390—1394), святой православной церкви.

## Декабрь
- 10 декабря — Эберхард — последний граф Цвейбрюккена (1366—1394)
- 13 декабря — Оттон I — герцог Брауншвейг-Гёттингена (1367—1394).
- 20 декабря — Фу Юдэ — китайский военачальник и командующий минского флота; казнён.
- 22 декабря — Генрих II Немодлинский — князь Стшелецкий и Немодлинский (1382—1394). Правил вместе с братьями Яном Кропидло, Болеславом IV и Бернардом.
- 24 декабря — Генрих VII Румпольд — князь Жаганьский (1369-1378, вместе с братьями Генрихом VI Старшим и Генрихом VIII Врубелем), князь Глогувский и Сцинавский (с 1369) (половина княжеств, до 1378 совместно с братьями).
- 28 декабря:
  - Екатерина де Бо — сеньора де Куртезон (1347—1394);
  - Мария Ангелина Дукена Палеологина — правительница Янины (1384—1385).

## Дата неизвестна или требует уточнения
- Абуль Хаджджадж I — правитель Тлемсена из династии Абдальвадидов (1393). Свергнут и казнён.
- Абуль-Аббас Ахмад II аль-Мустансир — правитель государства Хафсидов в Ифрикии (1371—1394)
- Аццо да Полента — сеньор Равенны (1389—1394) (совместно с братьями).
- Борис Константинович — князь Городецкий (1355—1393), Великий князь суздальско-нижегородский (1365, 1383—1387, 1389—1393); умер в московском плену.
- Вартислав VII — герцог Померании-Слупска (1377—1394/1395); убит.
- Дхаммасока Рача — правитель Ангкорской империи (1373—1394); убит.
- Ефимия де Росс — графиня Росс (1372—1394).
- Маттео ди Пачино — итальянский живописец.
- Наими —  персидский поэт и философ.
- Фадрике де Кастилия — первый герцог Бенавенте (1378—1394).
- Энке-хан — великий хан Северной Юань (1391—1394)